# Philippe's
 (juillet 2025).
Philippe's, ou Phillippe the Original, est un restaurant américain situé dans le centre-ville de Los Angeles, dans l'État de Californie. Le restaurant, fondé par un immigrant français du nom de Philippe Mathieu, a ouvert ses portes en 1908, ce qui en fait l'un des plus vieux établissement de restauration de la ville de Los Angeles. Le restaurant est, en outre, célèbre pour l'une de ses spécialités dont il se réclame l'inventeur, le « French Dip sandwich », soit un sandwich au bœuf que l'on trempe dans une sauce à base de jus de viande.
Le restaurant est situé depuis 1951 au numéro 1001 d'Alameda Street, à la limite de Chinatown, dans le quartier historique de Los Angeles.

## Sources
- (en) Cet article est partiellement ou en totalité issu de l’article de Wikipédia en anglais intitulé « Philippe's » (voir la liste des auteurs).